# Indrani Haldar
Indrani Haldar, née le 6 janvier 1971 à Calcutta, est une actrice de télévision et du cinéma indien. Connue pour son travail dans le cinéma bengali, elle a reçu le National Film Award de la meilleure actrice, en 1997, trois prix de l'association des journalistes cinématographiques du Bengale et deux Anandalok Puraskar (en). 
Elle fait ses débuts en 1986 dans la série télévisée bengali Tero Parbon réalisée par Jochon Dastidar[2]. Elle fait ses débuts sur grand écran aux côtés de Prosenjit Chatterjee (en) dans Mandira (1990). Elle est apparue dans de nombreux films, téléfilms et séries télévisées et a atteint l'apogée de sa carrière avec la série télévisée bengali Goyenda Ginni. Elle est apparue dans des films acclamés par la critique tels que Charachar, Dahan, Anu, Sajhbatir Rupkathara, Faltu, Tokhon Teish, Mayurakshi pour n'en citer que quelques-uns.